# Chaméane (Fluss)
Die Chaméane ist ein Fluss in Frankreich, der im Département Puy-de-Dôme in der Region Auvergne-Rhône-Alpes verläuft. Sie entspringt unter dem Namen Ruisseau du Chomeil beim Weiler Les Gouttes, im nördlichen Gemeindegebiet von Saint-Germain-l’Herm, entwässert generell in nordwestlicher Richtung durch den Regionalen Naturpark Livradois-Forez, nennt sich im Mittelteil dann Veysson und mündet nach rund 22 Kilometern im Gemeindegebiet von Sauxillanges als linker Nebenfluss in die Eau Mère.

## Orte am Fluss
(Reihenfolge in Fließrichtung)
- Les Gouttes, Gemeinde Saint-Germain-l’Herm
- Pouveroux, Gemeinde Saint-Genès-la-Tourette
- Saint-Genès-la-Tourette
- Chaméane, Gemeinde Le Vernet-Chaméane
- Sauxillanges